# Ctenocephalides canis
Puce du chien
Espèce
La puce du chien (Ctenocephalides canis) est une espèce d'insectes siphonaptères de la famille des Pulicidae, se nourrissant principalement du sang des canidés. Cette puce commune en Europe est notamment considérée comme nuisible car elle peut être porteuse du ténia Dipylidium caninum, susceptible d'être transmis aux enfants ou aux adultes (tæniasis bénin).